# Côtes de Millau

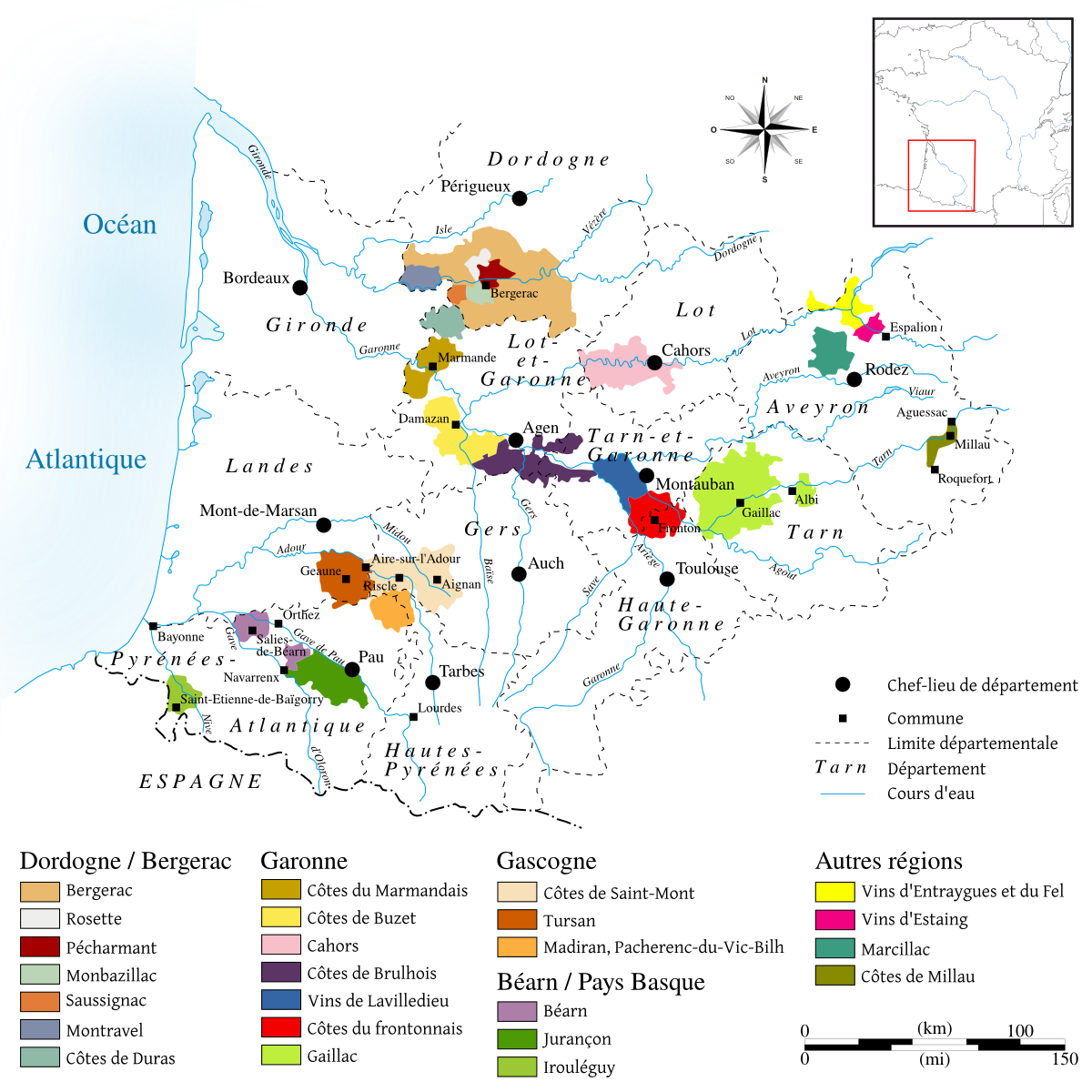
Die Weinanbauregion Sud-Ouest

Die Côtes-de-Millau sind ein kleines Weinbaugebiet im Département Aveyron im Südwesten Frankreichs (→ Sud-Ouest). Das Gebiet der Appellation (VDQS) umfasst die für den Qualitätsweinbau geeigneten Lagen von 17 Gemeinden im Tal des Flusses Tarn in der Umgebung der Stadt Millau. Auf insgesamt 60 Hektar Anbaufläche werden überwiegend Rotwein, aber auch Rosé und trockener Weißwein erzeugt. Im Jahr 2002 betrug die Produktion 1.854 hl.

## Boden und Klima
Die Côtes-de-Millau beginnen am südwestlichen Ausgang der Gorges du Tarn und erstrecken sich über rund 80 Flusskilometer Richtung Westen. Die Weinberge liegen auf klimatisch begünstigten Südhängen im engen Tal des Tarn. Der karge Boden besteht aus Kalkstein, teilweise mit Mergel vermischt. Das Klima ist kontinental dominiert. Von allen im Zentralmassiv gelegenen Weinbaugebieten unterliegen die Côtes-de-Millau den stärksten mediterranen Einflüssen. Typisch sind vor allem sehr trockene Sommer.

## Rebsorten und Weine
Der Rebsatz weist gewisse Parallelen zum Anbaugebiet von Gaillac weiter flussabwärts auf. Alle Weine müssen Cuvées mehrere Rebsorten sein. Hauptsorten für Rotwein sind Gamay und Syrah, die jeweils mindestens 30 % der Bestockung einnehmen müssen. Als Ergänzungssorten sind Fer Servadou, Duras und Cabernet Sauvignon zugelassen, wobei der Anteil des letztgenannten auf 20 % begrenzt ist. Traditionelle bereitete Rotweine zeichnen sich durch intensive Aromen roter Früchte aus. Flaschenreife verleiht ihnen würzigere Noten und eine gewisse Nachhaltigkeit.
Im Roséwein wird ein Mindestanteil von 50 % Gamay verlangt. Der Rosé muss zumindest teilweise nach dem Saignée-Verfahren gewonnen werden. Charakteristisch ist ihre intensive Frucht mit Anklängen an Veilchen. Die trockenen Weißweine werden aus Chenin Blanc und Mauzac erzeugt. Sie ähneln mit ihrem an Äpfel erinnernden Aroma den im selben Département produzierten Weinen von Entraygues.
Neben den VDQS-Weinen werden auch Landweine (Vin de Pays de l’Aveyron) produziert. Die Bezeichnung Vin de Pays des Côtes du Tarn ist hingegen den Weinen des Nachbardépartements Tarn vorbehalten.

## Geschichte
Der Weinbau besitzt auch im oberen Tal des Tarn eine lange Tradition. Das Festungsstädtchen Compeyre besitzt ausgedehnte Naturkeller, in denen die Weinfässer gelagert wurden. Die Eroberung der protestantischen Festung durch die Truppen des Kardinals Richelieu im Jahr 1633 leitete den Niedergang des Weinbaus ein. Einen gewissen Aufschwung brachte der Bau der Eisenbahn, die die Region auf direktem Wege mit Paris und den Exporthäfen verband. 1850 betrug die Rebfläche 15.000 ha, und die Jahresproduktion betrug 500.000 Hektoliter. Die Reblaus-Invasion führte Ende des 19. Jahrhunderts zu einer schnellen Zerstörung der Weinberge auf den schwer zu bearbeitenden Steillagen. Um die Produktion schnell wieder in Gang zu bringen und die steigende Nachfrage nach gewöhnlichen Weinen zu befriedigen, wurden schlechtere Lagen im Talgrund vorrangig mit Hybridreben bestockt. Die hochwertigen Steillagen fielen dagegen dem Mangel an Arbeitskräften infolge der Weltkriege und der anschließenden Landflucht zum Opfer. Der schwere Frost von 1956 bedeutete fast das endgültige Aus für den Weinbau im oberen Tal des Tarn. Seine Renaissance ist das Werk einiger engagierter Winzer, die aufgelassene Steillagen mit Rebsorten hoher Qualität neu bepflanzten. 1980 gründeten sie eine Genossenschaft, die heute den Ertrag von 100 ha Rebfläche vinifiziert. Mit dem Erhalt des Status eines Vin Délimité de Qualité Supérieure (VDQS) wurden die Côtes de Millau 1994 wieder offiziell als Weinbaugebiet anerkannt.